# Венесуельська війна за незалежність
Венесуельська війна за незалежність (1810–1823) — збройна боротьба населення Венесуели проти іспанського колоніального панування, що привела до незалежності Венесуели від Іспанії. Була частиною війни за незалежність іспанських колоній в Америці .
Почалася 19 квітня 1810 року зі створення в Каракасі Верховної хунти, після усунення від влади іспанського генерал-капітана Вісенте Емпарана. 5 липня 1811 року сім із десяти провінцій генерал-капітанства Венесуела оголосили про свою незалежність і прийняли Декларацію незалежності. Перша республіка впала 1812 року після землетрусу в Каракасі і битви під Ла-Вікторією (1812). Сімон Болівар організував військову кампанію, щоб повернути собі Венесуелу, і 1813 року проголосив Другу республіку, але й вона впала під ударами внутрішнього повстання та іспанської роялістської реконкісти. Тільки в рамках кампанії Болівара зі звільнення Нової Гранади у 1819—1820 роках Венесуела здобула міцну незалежність від Іспанії (на той момент у рамках Великої Колумбії).
17 грудня 1819 року Конгрес в Ангостурі оголосив Велику Колумбію незалежною країною. Після більш ніж двох років війни, 1821 року країна здобула незалежність від Іспанії, під керівництвом Сімона Болівара. Венесуела, разом із Колумбією, Панамою та Еквадором, входила до складу Великої Колумбії до 1830 року, коли вона відокремилася і стала суверенною країною.

## Перша республіка
Французьке вторгнення до Іспанії 1808 року призвело до краху іспанської монархії. Більшість колоній Іспанії не визнали уряду Жозефа Бонапарта, якого звів на іспанський трон брат, імператор Наполеон Бонапарт. На створення стабільного уряду в Іспанії знадобилося два роки. Це створило вакуум влади в іспанських володіннях в Америці та посилило політичну невизначеність. 19 квітня 1810 року міська рада Каракаса очолила переворот і змістила іспанського губернатора і генерал-капітана Вісенте Емпарана. У місті утворили хунту, невдовзі й інші венесуельські провінції наслідували цей приклад. Цей акт незалежності негайно спровокував соціально-політичний конфлікт. Країну охопила громадянська війна. Каракаська Верховна хунта закликала конгрес венесуельських провінцій створити незалежний уряд. Спочатку хунта і Конгрес підтримали «права Фердинанда VII», тобто визнали себе як і раніше частиною іспанської монархії, але, зважаючи на французьке вторгнення на Піренейський півострів, створили окремий уряд. При цьому в Конгресі зростала популярність фракції прихильників повної незалежності. Франсіско де Міранда й Сімон Болівар, під впливом ідей Просвітництва і за прикладом Французької революції, очолили цей рух. Конгрес 5 липня 1811 оголосив про незалежність Венесуели та утворення Республіки Венесуела.
Ще до початку сесій Конгресу в листопаді 1810 року в країні велася малоінтенсивна громадянська війна між прихильниками хунти й незалежності та роялістами, які хотіли зберегти союз з Іспанією. Дві провінції — Маракайбо та Гаяна, — а також район Коро не визнали Каракаської хунти й залишилися вірними уряду Іспанії. Військові експедиції проти Коро та Гаяни провалилися. 1811 року успішно придушено роялістське повстання у Валенсії. До 1812 ситуація загострилася: Республіка залишилася без грошей, іспанські війська організували морську блокаду (хоча венесуельці обходили її за допомогою британських і американських торгових суден). На додачу до всього 26 березня 1812 року руйнівний землетрус потряс республіканські райони, що монархісти та католицька церква використали як доказ божого гніву проти республіки. У цей відчайдушний момент Міранда отримав диктаторські повноваження, проте не зміг зупинити наступу роялістів на чолі з капітаном Домінго де Монтеверде. На середину року, після битви при Сан-Матео, Республіка впала. Міранда капітулював перед Монтеверде і 25 липня 1812 року підписав перемир'я.

## Друга республіка
Болівар та інші республіканці продовжували чинити опір в інших частинах іспанської Південної Америки та Карибського басейну та вели партизанську боротьбу. 1813 року Болівар очолив армію Сполучених провінцій Нової Гранади. Після перемоги в серії боїв він отримав схвалення нового Гранадського Конгресу, щоб очолити й повести війська до Венесуели. Одночасно з північного сходу до Венесуели вторглися війська Сантьяго Маріньйо. Обидві армії стрімко розгромили війська роялістів у кількох битвах. 6 серпня 1813 року Болівар увійшов до Каракасу, де проголосив відновлення венесуельської Республіки. На чолі республіки став сам Болівар, але Маріньйо відмовився це визнати, хоча загалом два генерали співпрацювали.
У віцекоролівствах Ла-Плата та Нова Гранада креоли досить легко витіснили іспанську владу. Але Венесуела залишалася політично роз'єднаною. Боготі дісталася роль столиці, але роялісти закріпилися на півдні Колумбії (Попаян та Пасто). Калі було бастіоном руху за незалежність на північ від територій роялістів. Картахена проголосила свою незалежність як від Іспанії, так і від Боготи. Болівар прибув у Картахену, де його добре прийняли, як і пізніше в Боготі, де він приєднався до армії Сполучених провінцій Нової Гранади. Він нагромадив сили, перетнув Анди і вторгся до Венесуели з південного заходу. Його головним помічником став Хосе Фелікс Рибас. У Трухільйо, андській провінції, Болівар видав сумнозвісний Указ про війну до смерті, який вимагав від населення стати на бік Республіки. Поки Болівар бився на заході, Сантьяго Маріньйо та Мануель Піар, землевласник з голландського острова Кюрасао, успішно боролися проти роялістів у східній частині Венесуели. Швидко втративши ґрунт під ногами, Монтеверде знайшов притулок у Пуерто-Кабельйо, і Болівар зайняв Каракас, відновивши республіку та поділивши її на дві частини: західну на чолі із самим собою та східну на чолі з Маріньйо.
Але ані успішне просування, ані указ Болівара не змогли змусити населення вступати в республіканську армію. У льянос іспанський іммігрант каудильйо Хосе Томас Бовес ініціював широкий рух проти відновленої республіки. На сході роялісти почали повертати свої землі. Тоді Маріньйо та Болівар об'єднали свої сили, але були розбиті Бовесом 1814 року. Республіканці мусили евакуювати Каракас і втікати на схід до порту Карупано, де закріпився Піар. Піар, однак, не прийняв верховного командування Болівара, і Болівар мусив покинути Венесуелу і вирушити до Нової Гранади (1815).
Опір Республіці цього разу прийшов з народу великих південних рівнин, льянеро, під командуванням Хосе Томаса Бовеса, який зміг перетворити війну з республіканцями в очах населення на війну сільських жителів із заможними городянами та елітою креолів, які очолювали рух за незалежність. Бовес активно приймав до лав своєї армії представників соціальних низів — пастухів-льянеро, індіанської, негритянської та мулатської бідноти та різного роду кримінальних елементів. Через війну його війська, що вирізнялися хоробрістю і страшною жорстокістю, змусили республіканців утекти на Схід країни і ліквідували Другу республіку. Бовеса незабаром після цього вбито в бою, але все одно країну було повернуто під роялістський контроль.

## Повернення Нової Гранади під владу Іспанії
В Іспанії антифранцузькі війська звільнили країну, і відновлений Фердинанд VII послав великий експедиційний корпус до Венесуели та Нової Гранади на чолі з Пабло Морільйо, який відзначився під час іспанської війни за незалежність. У Венесуелі іспанці могли спертися лише на сили Бовеса та його сподвижника Франсіско Томаса Моралеса, колишнього торговця, потім іспанського кадрового офіцера. У битві під Уріком Бовеса вбили, Моралес прийняв командування армією і провів зачистку проти республіканських сил. Голову Рибаса він ухвалив залити олією (для збереження) і надіслав до Каракасу. Морильйо прибув у Венесуелу і розпочав свою діяльність разом із Моралесом.
1816 року роялістські сили Морільйо і Моралеса захопили Картахену і Боготу. Перед відбуттям у Нову Гранаду Морільо розпустив більшість нерегулярних солдатів, які воювали під командуванням Бовеса. Тоді ж не лише городяни, а й льянеро почали приєднуватися до бунтів проти іспанського панування на рівнинах південної Венесуели. Болівар у цей момент вирішив плисти на Ямайку, щоб залучити британську допомогу, але отримав відмову. Звідти він вирушив на Гаїті, яка була першою незалежною латиноамериканською республікою. За підтримки гаїтянського президента Александра Петіона і військово-морської допомоги Луїса Бріона, колишнього купця з Кюрасао, Болівар повернувся на острів Маргарита, безпечну республіканську цитадель. 1817 року Маріньйо на чолі своїх сил висадився на материку і тимчасово захопив Куману. На кораблях, наданих Бріоном, Болівар поплив на захід уздовж венесуельського узбережжя до Окумаре-де-ла-Кости, де він, як обіцяв Петіону, проголосив кінець рабства (хоча це не мало значного резонансу). Моралес повернувся до Венесуели після підкорення Нової Гранади і атакував республіканські експедиційні сили з армією, яка значно перевищувала чисельність республіканців. Болівар утік з Бріоном кораблем на Гаїті. Проте, Піар і Грегор Макгрегор, шотландський солдат удачі, який раніше брав активну участь у війні в Новій Гранаді, перш ніж піти на південь до Гаяни, змогли втекти зі своїми силами в глиб країни, перемігши Моралеса при Аль-Хункалі у вересні 1816 року.
Республіканці перейшли до партизанської боротьби, але не змогли домовитися про єдине керівництво та єдину стратегію. Одна група патріотів розпочала експедицію до східної частини Венесуели, але їх спіткала невдача. Болівар прагнув поєднати свої сили з військами Мануеля Піара, але розбіжності між ними не дозволили скластися єдиному республіканському фронту. Болівар вирушив у льянос, де об'єднався з Хосе Антоніо Паесом, але невдала атака в центральній Венесуелі змусила його відступити назад до Апури. Морільйо вдало контратакував, але зазнав поразки у битві при Лас-Кесерас-дель-Медіо. Настав період паритету і затишшя, під час якого роялісти контролювали густонаселену міську північ, а республіканці — величезні малонаселені рівнини півдня.

## Затишшя (1816—1819)
Болівар і Бріон 1817 року спробували захопити Барселону, але іспанці відбили їхню атаку. Тоді ж Піар і Маріньйо зайняли беззахисну Ангостуру (місто в районі найвужчої та найглибшої частини річки Оріноко, згодом перейменоване на Сьюдад-Болівар), де Болівара обрали верховним лідером руху за незалежність. Незабаром після цього Болівар розжалував і заарештував Піара, звинуваченого в організації змови (історики досі сперечаються щодо правомірності звинувачень). Піара страчено після військового суду, в якому Бріон був одним із суддів. Морильйо повернувся до Каракасу, і Моралес отримав війська, щоб контролювати східну Венесуелу. Лейтенанту Морільйо Мігелю де ла Торре наказали придушити повстання в Апурі на чолі з Хосе Антоніо Паесом. Тоді ж Франсиско де Паула Сантандер, республіканець, який відступив у льянос після вторгнення Морільйо, зустрівся з Боліваром і домовився про об'єднання зусиль, а в південній частині Південної Америки Сан-Мартін завершив звільнення Чилі. До Венесуели почали прибувати британські ветерани наполеонівських воєн, де вони сформували ядро того, що згодом стало відомим як Британський легіон.
1818 став періодом патової ситуації в боротьбі між патріотами, що базувалися в Ангостурі, та іспанськими військами Морільйо в Каракасі та східній частині Венесуели. Болівар, за порадою своїх європейських офіцерів, спробував атакувати центр Венесуели, але зазнав поразки під Ла-Пуертою. Тоді Джеймс Рук поставив до армії Болівара понад 1000 європейських солдатів. Але Морільйо все ще володів значними силами — не лише солдатами, а й лояльними до корони ополченцями.
1819 року Болівар проголосив республіку Велика Колумбія, до якої увійшли Венесуела та Нова Гранада. До Венесуели прибули нові добровольці, хоча більшість із них були простими найманцями. Є відомості, що британський уряд сприяв від'їзду своїх офіцерів до Венесуели, оскільки Іспанія вже не була британським союзником. Зламати ситуацію республіканцям вдалося завдяки зростанню популярності Болівара на хвилі європейських революційних подій. Паес у льянос розбив війська Морільйо та Моралеса. Це відкрило шлях Болівару та Сантандеру для вторгнення в Нову Гранаду, де іспанці зазнали поразки у битві при Пантано-де-Варгасі, в якій головну роль відіграв Британський легіон (самого Рука вбито в бою). У битві при Бояці (1819) іспанців знову розбито і вони втратили владу в Новій Гранаді, зберігши за собою лише південну частину віцекоролівства. Паес зайняв Баринас, а Болівар вторгся до Венесуели.

## Зміцнення незалежності
Зі визволенням Нової Гранади республіканці отримали базу для атаки на війська Морільйо. Республіканський конгрес в Ангостурі, який уже включав невелику делегацію Нової Гранади, оголосив про союз Нової Гранади та Венесуели у складі Республіки Колумбія (Велика Колумбія), яка виступила єдиним фронтом проти іспанської монархії.
1821 року колумбійська армія здобула вирішальну перемогу в битві при Карабобо, після чого в руках роялістів залишилося лише місто Кумана, але й воно невдовзі впало. Пуерто-Кабельйо перебувало в облозі до капітуляції в жовтні 1823 року.

## Наслідки
1823 року іспанці відправили флот, щоб повернути Венесуелу, але зазнали поразки в битві на озері Маракайбо. У наступні роки венесуельські сили в складі армії Великої Колумбії продовжили визволення південних частин Нової Гранади (сучасного Еквадору). Після того, як це було зроблено, Велика Колумбія продовжила боротьбу проти іспанців у Перу та Болівії, завершивши зусилля чилійських та аргентинських патріотів, таких як Хосе де Сан-Мартін, який звільнив південну частину Південної Америки[джерело не вказане 3217 днів].